# The Banner Saga 2
The Banner Saga 2 — тактическая ролевая игра, разработанная американской студией Stoic Studio и выпущенная компанией Versus Evil в 2016 году. Сюжетное продолжение игры The Banner Saga.
Как и для первой части серии, средства на разработку игры были собраны посредством краудфандинга. Анонс игры состоялся 5 декабря 2014 года на The Game Awards. Изначально планировалось, что игра выйдет для Microsoft Windows, PlayStation 4 и Xbox One в 2015 году, однако релиз был перенесён на год позже. Версии для Windows и OS X были выпущены 19 апреля 2016 года, а для PlayStation 4 и Xbox One - в июле 2016 года.

## Игровой процесс
Геймплей The Banner Saga 2 в целом не претерпел изменений по сравнению с первой частью, но добавил больше особенностей для героев, новые навыки, новых противников (коннерожденных, болотников, ползунов, боевых медведей), а также расширил интерактивное окружение (в частности, добавив разрушаемые ограды). При подгрузке сохранения из The Banner Saga игра учитывает выборы, сделанные в ней, что оказывает влияние на начальные характеристики героев и сюжет.
В интервью 2015 года для Rock, Paper, Shotgun, разработчик из Stoic Дрю Макги отметил, что боевая система в первой части часто критиковалась как медленная и лишённая разнообразия, поэтому в продолжении было уделено приоритетное внимание проработке новых противников и улучшению её вариативности.

## Сюжет
В начале игры нужно выбрать одного из двух игровых персонажей — Рука или Алетту — либо загрузить последнее сохранение из The Banner Saga — в этом случае во вторую часть переносятся все выжившие там герои и состояние параметров.
Объединённый караван Рука/Алетты, Хакона и Больверка на кораблях направляется в столицу людей Арберранг. С ними следуют жители оставленного в финале прошлой игры Берсгарда и его наместник Ругга — хитрый и коварный тип, который пытается перехватить управление у Рука/Алетты и неодобрительно реагирует почти на каждое его/её решение. Проплывая мимо одной деревеньки, атакуемой в этот момент драгами, флотилия решает вмешаться. Спасённые жители во главе с бардом Алео присоединяются к каравану, но эта остановка становится последней каплей для недовольного слишком медленным темпом движения Больверка, требующего предоставить ему и его наёмникам свободу выбора и припасы. Хакон пытается отговорить его отделяться, дело доходит до драки между ними. Валка Юнона вмешивается и пытается с помощью своей магии успокоить Больверка, но обнаруживает, что он неподвластен её чарам. Вороны во главе с Больверком и его помощницей Фолькой уходят, взяв с собой часть провианта, с ними караван покидают некоторые персонажи. Юноне удаётся поговорить с Больверком и убедить его взять с собой некую большую повозку, которую она настоятельно потребовала не вскрывать и утопить в Синей реке, пообещав за это хорошую плату.
Флотилия продолжает движение по реке, каждая новая остановка приводит ко всё большему раздражению Ругги. После того, как корабли достигают водопада, отряд вынужден высаживаться на кишащий драгами берег и сдерживать очередное их нападение. Сухопутный путь в Арберранг разрушен землетрясениями, а прорыв через войско драгов невозможен в силу их подавляющего численного превосходства. Юнона убеждает Эйвинда магией построить воздушный мост, благодаря чему караван вырывается из западни и достигает прямой дороги к столице, но сам Эйвинд выкладывается по-полной и значительно стареет. Убин оставляет караван и уезжает на юг, в земле коннерожденных, чтобы перед концом света успеть исполнить свою мечту и изучить этих созданий.
Вороны следуют в шахтёрский город Биндал, по пути в их ряды вливается метатель топоров Оли и душевнобольной копейщик Бак. Также они встречают отряд варлов, в котором узнают выживших защитников Эйнартофта под командованием считавшегося погибшим Фасольта. Фолька замечает, что драги явно организованно их преследуют, но не может понять причину этого. Больверк (изначально намеревавшийся заключить в Биндале новый контракт и заработать на войне) предполагает, что в этом замешана странная повозка, но не смеет её открывать. В городе они встречают валку Зефр и её ученика Никельсена, которые прибыли из Манахара (башни ткачей возле Арберранга) в целях организации его обороны. Валка удивлена появлению Воронов и требует от Больверка объяснений. Когда тот говорит, что действует по заданию Юноны, она не верит ему и уверяет, что Юнона была казнена (за нарушение запрета о недопустимости воздействия на сознание людей), а Эйвинд арестован, стало быть, эти двое — самозванцы. Больверк вспоминает, что чары Юноны действительно не подействовали на него во время стычки с Хаконом, и соглашается с требованием Зефр — вскрыть повозку. В ней оказывается спящее тело сундра Громобоя (побеждённого в финале прошлой части), и валка приказывает начальнику городской стражи Гудмундру срочно начать эвакуацию населения, так как нет никаких сомнений, что драги будут пытаться во что бы то ни стало отбить Громобоя. К Биндалу подходит огромная армия драгов и Вороны удерживают оборону, пока ткачи и Гудмундр уводят всех в катакомбы под городом.
Караван Рука/Алетты прорывается с боями через населённые агрессивными жителями болота и подходит к городу Лундар, обнаруживая его осаждённым с двух сторон: с запада драгами, с востока — народом коннерожденных, который начал вторжение в ослабленное королевство людей с юга. Деблокировав город, люди и варлы делают остановку в нём, к ним присоединяются коннерожденные — знающий человеческий язык торговец Скатах и супруги Ро'Эх и Дейрдре — которые предупреждают, что их народ, как и драги, бежит от наступающей Тьмы. Вскоре после выхода из Лундара на караван нападает Змей (эпизодически присутствовавший в прошлой части), рассеяв его и проглотив Юнону, но та не погибает. Существо требует от неё вернуть ему некую «силу» и удивляется, что его магия не подействовала. В сознании валки на мгновение возникает образ Больверка и Змей говорит, что теперь знает, кто ему нужен и что никому не удаться остановить конец света. Эйвинд ударами молний прорубает брешь в шкуре создания и вызволяет Юнону, а Ругга собирает большинство выживших. Юнона и Эйвинд говорят, что им срочно нужно добраться до Манахара и просят Айвера пойти с ними, наказав Руку/Алетте — как можно быстрее дойти до Арберранга и подготовить город к обороне и от драгов, и от идущей следом Тьмы.
Больверк со своими наёмниками и беженцами из Биндала идут под землёй в направлении Старого брода. Ему всё чаще начинают сниться странные сны, в которых он ощущает себя Громобоем и видит некоторые эпизоды из его жизни. Фолька и валка Зефр замечают изменения в состоянии лидера Воронов, но он утверждает, что в порядке. Отбиваясь от нападений групп драгов и ползунов (странных животных, способных становиться невидимыми), караван добирается до подземного озера, где путь ему преграждает армия драгов во главе с сундром Безглазой, способной вселяться в тела погибших бойцов. Когда Воронам удаётся прорваться через передовые ряды драгов, Безглазая обрушивает своды и Никельсен жертвует собой, чтобы сдержать их и дать всем уйти. Вскоре после этого боя караван обнаруживает раненного Певца камня, окружённого неизвестными созданиями уродливого вида. Валка Зефр говорит, что это — искажённые Тьмой люди, варлы и драги — и советует взять Певца камня с собой. Выбравшись из-под земли в районе Старого брода, Больверк под давлением Зефр и всё сильнее подпадая под влияние разума Громобоя меняет план и отказывается топить повозку в Синей реке, как ему поручала Юнона. Он решает занять оборону в городе, измотать драгов и, сбросив преследователей, отвезти тело Громобоя в Манахар.
На подступах к Арберрангу путь каравану Рука/Алетты перекрывает армия коннерожденных. После того, как люди и варлы пробились через удерживаемый ею мост, глава этого войска останавливает бой и сдаётся, назвавшись Канари и признав в Руке/Алетте легендарного героя из пророчества, который должен помирить людей и коннерожденных. Ругга не доверяет ей, но вынужден смириться с присоединением большого количества коннерожденных. Добравшись до столицы, люди и варлы видят вокруг неё большое количество лагерей беженцев и узнают, что король людей Мейнольф закрыл ворота и никого не впускает в Арберранг. Ругга, воспользовавшись ситуацией, объявляет короля низложенным и, заручившись поддержкой большинства кланов (и игрока, если тот не игнорировал его советы во время движения и выберет соответствующий вариант), объявляет себя новым монархом и начинает подготовку к штурму Арберранга. Король Мейнольф пытается узнать позицию Хакона и (если выжил его сын, принц Лудин) предлагает варлам убежище за стенами Арберранга взамен на поддержку в войне с Руггой, на что тот соглашается. Рук/Алетта пытается убедить всех не начинать гражданскую войну в такой критический момент для всего живого и договориться друг с другом, но жажда власти оказывается сильнее и, притворно согласившись на переговоры с Мейнольфом и Хаконом, Ругга ранит короля людей отравленным кинжалом. Его людям удаётся пробить ворота первого яруса стен и захватить их.
Вороны готовятся к обороне Старого брода, через который в направлении Арберранга бегут тысячи людей, спасаясь от драгов и Тьмы. Вскоре к городу подходит войско драгов, ведомое Безглазой, вселившейся в тело Никельсена. Попытка сундра тем самым деморализовать защитников проваливается и в ходе боя Вороны тяжело ранят её и оттесняют драгов на другой берег. Фолька кричит Больверку, чтобы тот срочно брал повозку и уходил в Манахар, на этом же настаивает валка Зефр. Вороны остаются прикрывать отступление людей в Арберранг.
Юнона, Эйвинд и Айвер врываются в Манахар и пытаются добиться от главы Совета ткачей — валки Дуси — помощи в преодолении Тьмы. Тот наотрез отказывается передавать им специальный посох и Эйвинд нападает на него, завязывается бой. Юнона и Айвер следуют в зал, но встречают там Больверка (разум которого уже фактически захвачен Громобоем), валку Зефр и разбитую повозку с распростёртым телом Громобоя. Больверк говорит, что Юнона врала ему с самого начала и её клятвы ничего не стоят, а Айвер заплатит за убийство тысяч его соплеменников. Юнона приказывает Айверу убить его, берёт под контроль попытавшуюся вмешаться Зефр и помогает Эйвинду одолеть валку Дуси. В ходе последнего боя Эйвинд теряет контроль над своими силами и башня Манахара рушиться.
Концовка игры зависит от исхода поединка между Айвером и Больверком:
- При победе Айвера — они с Юноной забирают из-под руин тело Громобоя и топят его в Синей реке, после чего перехватывают идущих к своему предводителю Воронов. Валка берёт их разум под контроль и ведёт получившийся небольшой караван в поход к источнику Тьмы. Змей воскрешает Больверка и велит ему следовать за ними во главе армии искажённых.
- При победе Больверка — Юнона спасает почти погибшего Айвера и вместе с Эйвиндом они покидают руины, после чего перехватывают Воронов и выступают в поход к источнику Тьмы. Змей воскрешает Больверка, который видит лежащего возле него Громобоя и вытаскивает из груди сундра серебряную стрелу, пробуждая его.

## Отзывы критиков
| Сводный рейтинг | Сводный рейтинг |
| Агрегатор       | Оценка          |
| --------------- | --------------- |
| GameRankings    | 83,39 %         |

Согласно агрегатору Metacritic, играв получила «в целом благоприятные» отзывы. Рецензия GameSpot оценила игру на 8.0 из 10 баллов: «Как и оригинальная игра, The Banner Saga 2 заставляет вас затаить дыхание, полностью погрузившись в мир, его обитателей и их борьбу, с нетерпением ожидая большего». IGN поставил игре оценку в 8.9 из 10 баллов: «Banner Saga 2 такая же красивая и тактическая игра, как и первая часть, но с большим разнообразием в бою и сюжете». Hardcore Gamer присвоил ей оценку 4.5 из 5: «Banner Saga 2 не только соответствует всем ожиданиям, которые можно было бы ожидать, но и превосходит первую часть в ряде ощутимых областей».

### Награды
| Год  | Премия               | Номинация                    | Результат | Примечание |
| ---- | -------------------- | ---------------------------- | --------- | ---------- |
| 2016 | The Game Awards 2016 | «Лучшая стратегическая игра» | Номинация | [ 17 ]     |

### Продажи
Летом 2018 года, благодаря уязвимости в защите Steam Web API, стало известно, что точное количество пользователей сервиса Steam, которые играли в игру хотя бы один раз, составляет 154 166 человек.